# Редлихс, Екабс
Екабс Редлихс (латыш. Jēkabs Rēdlihs; род. 29 марта 1982, Рига, СССР) — латвийский хоккеист, защитник. Воспитанник рижского клуба «Призма». Братья — Кришьянис Редлихс и Микелис Редлихс.

## Карьера
Екабс Редлихс начал свою профессиональную карьеру в 1999 году в составе рижского клуба «Призма». Следующим клубом в карьере Екабса стал «Металургс» из Лиепаи, в составе которого он выступал до 2001 года. В следующем году, уже будучи в Северной Америке, на драфте НХЛ Редлихс был выбран в 4 раунде под общим 119 номером клубом «Коламбус Блю Джэкетс», сразу после чего он стал выступать за хоккейную команду Бостонского университета.
В студенческом хоккее Екабс провёл 4 года, после чего он подписал свой первый профессиональный контракт с фарм-клубом «Коламбуса» «Сиракьюз Кранч». Перед началом следующего сезона Редлихс был приглашён в тренировочный лагерь «жакетов», однако затем вновь был отправлен в низшие лиги. В самом конце сезона 2006/07 Екабс принял решение вернуться на родину, заключив соглашение с клубом «Рига 2000», однако затем вновь отправился в «Коламбус».
Тем не менее, первую половину сезона 2007/08 Редлихс также провёл в фарм-клубах «Блю Джэкетс», после чего он покинул США и подписал контракт с чешским клубом «Ласселсбергер Пльзень». В составе чешского клуба Екабс выступал на протяжении полутора сезонов, набрав за это время 9 (4+5) очков в 70 проведённых матчах. 17 июля 2009 года Редлихс вернулся в Ригу, заключив двухлетнее соглашение с «Динамо».
За два сезона в составе рижан Екабс провёл на площадке 97 матчей, в которых он набрал 10 (1+9) очков, а уже летом 2011 года руководство клуба приняло решение продлить соглашение с игроком ещё на один год. В сезоне 2011/12 Редлихс отметился 5 (3+2) набранными очками в 52 проведённых матчах, вслед за чем соглашение с клубом было продлено ещё на два года.

### Международная
В составе сборной Латвии Екабс Редлихс принимал участие в юниорском чемпионате Европы во втором дивизионе 1999 года, первом дивизионе юниорского первенства мира 2000 года, а также чемпионате мира среди молодёжи во втором дивизионе 2002 года. В составе взрослой сборной Екабс выступал на чемпионатах мира 2008, 2010 и 2011 годов. На этих турнирах Редлихс провёл 16 матчей, в которых набрал 3 (1+2) очка.

## Достижения
- Бронзовый призёр ВЕХЛ 2000.
- Чемпион NCAA 2006.
- Обладатель Кубка Надежды 2013 года в составе «Динамо Рига».

## Статистика выступлений
Последнее обновление: 2 июня 2012 года
|                 |                        |                 | Регулярный сезон | Регулярный сезон | Регулярный сезон | Регулярный сезон | Регулярный сезон | Регулярный сезон | Плей-офф | Плей-офф | Плей-офф | Плей-офф | Плей-офф | Плей-офф |
| Сезон           | Команда                | Лига            | Игр              | Г                | П                | Очк              | +/-              | Штр              | Игр      | Г        | П        | Очк      | +/-      | Штр      |
| --------------- | ---------------------- | --------------- | ---------------- | ---------------- | ---------------- | ---------------- | ---------------- | ---------------- | -------- | -------- | -------- | -------- | -------- | -------- |
| 1999/00         | Призма                 | ВЕХЛ-Б          | 16               | 1                | 4                | 5                | --               | 6                | —        | —        | —        | —        | —        | —        |
| 1999/00         | Призма                 | Латвийская лига | 14               | 2                | 3                | 5                | --               | 10               | —        | —        | —        | —        | —        | —        |
| 1999/00         | Металургс              | ВЕХЛ            | 11               | 0                | 0                | 0                | --               | 2                | —        | —        | —        | —        | —        | —        |
| 2000/01         | Металургс              | Латвийская лига | 23               | 4                | 5                | 9                | --               |                  | —        | —        | —        | —        | —        | —        |
| 2000/01         | Металургс              | ВЕХЛ            | 31               | 1                | 3                | 4                | --               |                  | —        | —        | —        | —        | —        | —        |
| 2001/02         | Нью-Йорк Эппл Кор      | EJHL            | 86               | 12               | 26               | 38               | --               | 69               | —        | —        | —        | —        | —        | —        |
| 2002/03         | Бостонский университет | NCAA            | 40               | 4                | 12               | 16               | --               | 12               | —        | —        | —        | —        | —        | —        |
| 2003/04         | Бостонский университет | NCAA            | 23               | 2                | 4                | 6                | --               | 53               | —        | —        | —        | —        | —        | —        |
| 2004/05         | Бостонский университет | NCAA            | 40               | 1                | 0                | 1                | --               | 32               | —        | —        | —        | —        | —        | —        |
| 2005/06         | Бостонский университет | NCAA            | 27               | 1                | 5                | 6                | --               | 34               | —        | —        | —        | —        | —        | —        |
| 2005/06         | Сиракьюз Кранч         | АХЛ             | 4                | 0                | 0                | 0                | -3               | 6                | —        | —        | —        | —        | —        | —        |
| 2006/07         | Дейтон Бомберз         | ECHL            | 7                | 0                | 1                | 1                | -1               | 4                | —        | —        | —        | —        | —        | —        |
| 2006/07         | Сиракьюз Кранч         | АХЛ             | 46               | 3                | 9                | 12               | +16              | 42               | —        | —        | —        | —        | —        | —        |
| 2006/07         | Рига 2000              | Латвийская лига | 4                | 2                | 1                | 3                | --               | 6                | —        | —        | —        | —        | —        | —        |
| 2006/07         | Рига 2000              | КК              | 3                | 0                | 1                | 1                | +4               | 6                | —        | —        | —        | —        | —        | —        |
| 2007/08         | Элмайра Джэкэлз        | ECHL            | 21               | 0                | 4                | 4                | +5               | 21               | —        | —        | —        | —        | —        | —        |
| 2007/08         | Сиракьюз Кранч         | АХЛ             | 13               | 1                | 2                | 3                | +4               | 10               | —        | —        | —        | —        | —        | —        |
| 2007/08         | Ласселсбергер Пльзень  | Ч. экстралига   | 13               | 1                | 2                | 3                | +6               | 14               | 4        | 0        | 0        | 0        | -1       | 2        |
| 2008/09         | Ласселсбергер Пльзень  | Экстралига      | 41               | 3                | 2                | 5                | -1               | 49               | 12       | 0        | 1        | 1        | --       | 37       |
| 2009/10         | Динамо-Юниорс          | Б. экстралига   | 3                | 0                | 0                | 0                | --               | 6                | —        | —        | —        | —        | —        | —        |
| 2009/10         | Динамо Рига            | КХЛ             | 35               | 1                | 2                | 3                | -1               | 86               | 7        | 0        | 1        | 1        | +1       | 10       |
| 2010/11         | Динамо Рига            | КХЛ             | 47               | 0                | 5                | 5                | +2               | 58               | 8        | 0        | 1        | 1        | -6       | 10       |
| 2011/12         | Динамо Рига            | КХЛ             | 46               | 2                | 1                | 3                | -5               | 35               | 6        | 1        | 1        | 2        | -1       | 8        |
| Всего в КХЛ     | Всего в КХЛ            | Всего в КХЛ     | 128              | 3                | 8                | 11               | -4               | 179              | 21       | 1        | 3        | 4        | -6       | 28       |
| Всего в карьере | Всего в карьере        | Всего в карьере | 594              | 41               | 92               | 133              | +26              | 37               | 1        | 4        | 5        | -7       | 67       |          |

### Международная
| Турнир        | Место | Игр | Г | П | Очк | +/- | Штр |
| ------------- | ----- | --- | - | - | --- | --- | --- |
| ЮЧЕ-1999 (Д2) | 1     | 4   | 1 | 1 | 2   | +10 | 2   |
| ЮЧМ-2000 (Д1) | 2     | 5   | 0 | 3 | 3   | +5  | 16  |
| МЧМ-2002 (Д2) | 3     | 4   | 0 | 2 | 2   | +2  | 0   |
| ЧМ-2008       | 11    | 4   | 0 | 0 | 0   | -3  | 2   |
| ЧМ-2010       | 11    | 6   | 0 | 1 | 1   | -1  | 4   |
| ЧМ-2011       | 13    | 6   | 1 | 1 | 2   | -2  | 4   |